# Baciamo le mani - Palermo New York 1958
Baciamo le mani - Palermo New York 1958 è una miniserie televisiva italiana, andata in onda dal 2 settembre all'11 ottobre 2013 su Canale 5.

## Trama
Palermo. Ida Di Giulio scopre che suo marito Antonio fa parte di un'organizzazione mafiosa comandata da Don Cesare Romeo e quando viene arrestato dalla polizia, il commissario Bellomo le dice che deve scappare via perché è nel mirino del boss Cesare Romeo. Prende così un treno per Genova, insieme al figlio Salvatore. Qui, conosce una donna della sua stessa età, Gabriella, e suo figlio Duccio, diretti invece a New York per sposare Pasquale Vitaliano. Quando il treno esplode, a causa di una bomba piazzata da padre Saro, un prete corrotto dopo aver scoperto grazie ad una talpa la fuga di Ida, la donna riesce comunque a salvarsi insieme a Salvatore e per essere al sicuro decide di prendere il posto di Gabriella, mentre suo figlio prenderà quello di Tuccio, che invece sono morti. Così prende una nave per New York. Al suo arrivo, trova la famiglia Vitaliano che la attende, ignari della sua vera identità.
New York. I Vitaliano possiedono una macelleria a Little Italy. Gabriella fa subito amicizia con l'unica figlia femmina, Felicita, e trova invece l'ostilità da parte della suocera Agnese, vedova. Pasquale si dimostra affettuoso con lei, ma la mafia siciliana arriva a New York dopo aver scoperto che Gabriella è ancora viva, e penetra così in casa Vitaliano, dove Pasquale si sacrifica con la vita. Un'affranta Agnese, caccia via Gabriella di casa, convinta che sia la responsabile della morte del figlio, e anche perché scopre la sua vera identità. Gabriella va così a vivere con Salvatore in un piccolo appartamento alla periferia di New York, offertole da Bellomo, il quale commissario tornato in Italia, arresta finalmente Don Cesare. Agnese perdona Gabriella e la riaccoglie in casa Vitaliano. Ruggero, il secondo figlio, si deprime perché sua moglie Louise, passa le notti ad ubriacarsi; s'innamora così di Gabriella, la quale ricambia l'affetto, ma vengono visti dalla stessa Louise che lo dice ad Agnese, che dapprima non approva la relazione, poi decide di accettarla. Agnese si ritrova in contrasto con la famiglia Draghi, segretamente mafiosa, perché non vuole vendere loro la macelleria.
Le cose precipitano quando Felicita, rapita dai Draghi, in particolare da Vito, che amava, uccide il secondo figlio di Don Gillo, il capofamiglia. In Vito però si riaccende l'amore per Felicita e la aiuta così a scappare. I Draghi trovano entrambi, ma Felicita riesce a scappare, mentre Vito viene ucciso davanti agli occhi di Mariarosa, la figlia femmina dei Draghi, ostile alla mafia. Don Gillo vuole vendicarsi dei Vitaliano, uccide così Ruggero e l'ultimo figlio Nicolino. Ormai rimangono solo Agnese, Felicita e Gabriella. Mariarosa, con uno stratagemma, contatta Gabriella: riesce così a fare una deposizione contro tutto il sistema criminale di cui fanno parte le più importanti famiglie mafiose di New York, che Gabriella registra e ne fa una copia. Entrambe cadono nelle mani dei Draghi, attraverso tanti spargimenti di sangue. Adesso, l'ultima speranza sembra essere Louise, che fidanzatasi con il primo figlio dei Draghi, Giuliano, scopre tutte le verità che si celano in casa Draghi ed è convinta a deporre, ma viene ammazzata. Gabriella contatta allora Mariarosa, andata a studiare chissà dove. Intanto Agnese si prepara ad uccidere Don Gillo alla processione.
Arrivato quel giorno, Agnese mantiene la sua promessa e uccide Don Gillo. Giuliano viene arrestato, grazie a Mariarosa che arriva a New York e fa un'altra deposizione. Gabriella, incinta di Ruggero, va in Italia per assistere al processo di suo marito, mentre Agnese si consegna alla polizia.

## Episodi
| Stagione       | Episodi | Prima TV |
| -------------- | ------- | -------- |
| Stagione unica | 8       | 2013     |

## Colonna sonora
I temi musicali della serie sono di Paolo Vivaldi ed Emanuele Bossi.
Baciamo le mani (Palermo - New York 1958)
- Baciamo le Mani
- Don Gillo Non Perdona
- Agnese Protegge la Sua Famiglia
- Gabriella Crede Nella Giustizia
- Gabriella e Tuccio a New York
- Il Coraggio e la Ribellione
- Il Dolore Non Ha Confini
- Intrigo e Sospetti a Palermo
- La Speranza Risplende a New York
- Ruggero Ama Gabriella

## Distribuzione

### Edizione Home Video
Fivestore ha pubblicato la serie completa in dvd nell'ottobre 2013.